# Masacre de Santa Rita
La masacre de Santa Rita ocurrió cerca del municipio de Santa Rita en el departamento de Chalatenango, El Salvador, el 17 de marzo de 1982, durante la guerra civil que enfrentaba el país. Durante la masacre, soldados del batallón Atonal atacaron y mataron a cuatro periodistas neerlandeses y a cuatro guerrilleros del Frente Farabundo Martí para la Liberación Nacional (FMLN).
La versión oficial del gobierno salvadoreño sostenía que los periodistas habían quedado atrapados en un fuego cruzado entre el ejército y la guerrilla. Sin embargo, investigaciones posteriores, incluyendo una realizada por las Naciones Unidas en 1993, concluyeron que se trató de una emboscada premeditada. La Comisión de la Verdad para El Salvador identificó al coronel Mario Adalberto Reyes Mena como el responsable de ordenar el ataque. A pesar de estas conclusiones, la Ley de Amnistía de 1993 impidió que los responsables fueran procesados judicialmente en ese momento.
En 2016, la Corte Suprema de El Salvador declaró inconstitucional la Ley de Amnistía, lo que permitió reabrir casos de violaciones a los derechos humanos cometidas durante la guerra civil. En 2018, organizaciones de derechos humanos presentaron una acusación penal contra Reyes Mena y otros exmilitares implicados en la masacre. En 2022, un tribunal salvadoreño emitió órdenes de captura contra cinco exmilitares, incluyendo a Reyes Mena, por su responsabilidad en el crimen.
En octubre de 2024, se inauguró en el lugar de la masacre un sitio de memoria denominado "Tulipanes de Esperanza", en homenaje a los cuatro periodistas asesinados. El monumento, diseñado por el artista salvadoreño Orlando Reyes, representa una mano que sostiene un tulipán, símbolo de la solidaridad internacional y la esperanza de justicia. Este sitio busca recordar el sacrificio de los periodistas y promover la memoria histórica en El Salvador

## Antecedentes
El 15 de octubre de 1979, el Ejército salvadoreño derrocó al gobierno de Carlos Humberto Romero en un golpe de Estado. Los militares establecieron la Junta Revolucionaria de Gobierno que gobernó el país desde el 18 de octubre de 1979 hasta la democratización de El Salvador el 2 de mayo de 1982. Durante el gobierno de la junta, paramilitares de extrema derecha y escuadrones de la muerte operaron en el país y aterrorizaron a la población civil. Dichos grupos atacaron a campesinos, campesinas, periodistas y  personas defensoras de los derechos humanos, calificándolos de guerrilleros y cómplices del Frente Farabundo Martí para la Liberación Nacional (FMLN).

## Los periodistas neerlandeses

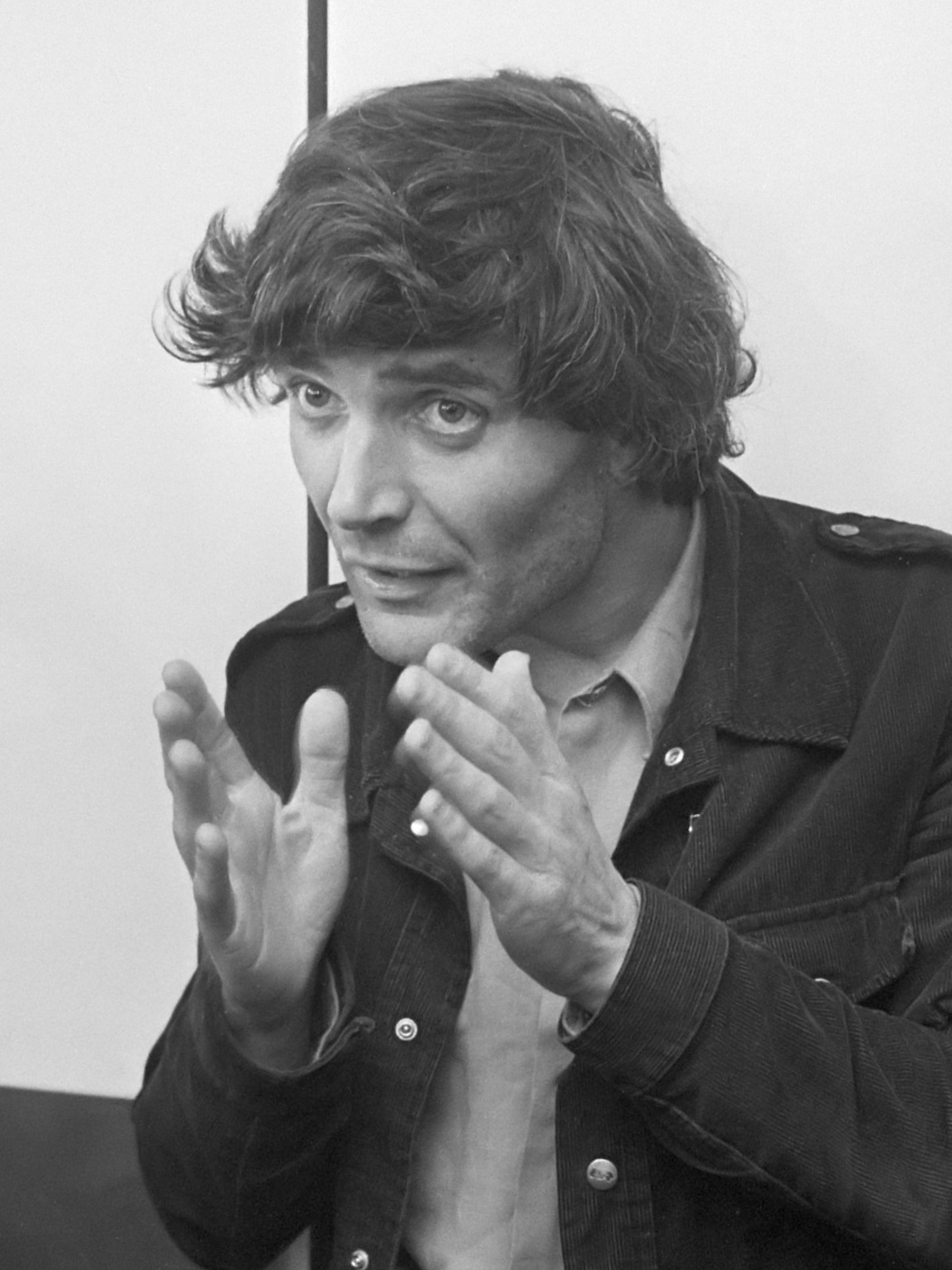
Koos Koster en 1973.

El 24 de febrero de 1982, cuatro periodistas neerlandeses llegaron al Hotel Alameda en San Salvador para prepararse para informar sobre la guerra civil en curso. Los periodistas trabajaban para Interkerkelijke Omroep Nederland (IKON), una emisora pública de los Países Bajos. Los periodistas eran:
- Koos Jacobus Andries Koster (9 de enero de 1936 - 17 de marzo de 1982), productor. Koos fue el séptimo en una familia de doce hijos -siete mujeres y cinco hombres. Koos comenzó a formar su carácter argumentativo en el lugar de estudio de su padre, allí los dos sostenían largas e intensas conversaciones sobre la religión, la sociedad y la política. Tendría menos de diez años en aquel momento, pero ya estaba muy interesado en estos temas. “Trabajando sobre los temas de la Iglesia y el Estado” fue el título que le puso. Koster cursó teología en una pequeña universidad protestante, donde también fue elegido representante de la asociación de estudiantes. Durante su carrera universitaria, tuvo una amistad con Allan Boesak, su amistad  fue para Koos la ventana por la que escapó de su tierra a un mundo que él esperaba comprender, y ayudar a recomponer. En Chile, durante el Gobierno de Salvador Allende, comenzó a debutar como redactor de artículos periodísticos, con sus publicaciones en la revista Hora Zero. Luego incursionó en la realización de programas de radio y televisión [15]
- Jan Cornelius Kuiper (19 de marzo de 1942 - 17 de marzo de 1982), director. Era además el segundo de cuatro hermanos, de ellos Gert (1953) se ha comprometido a luchar por conseguir que se haga justicia en el caso de la emboscada que le quitó la vida a su hermano. Gracias a Gert, el caso IKON fue reabierto pues él firmó el poder a los abogados salvadoreños que interpusieron la denuncia. Gert describe a su hermano como un ser introvertido, que amaba la literatura, la cultura, el buen cine y la música, sobre todo la clásica. Jan no podía tolerar la injusticia social, un rasgo originado en nuestra educación cristiana. “Una vez se hizo adulto, se distanció de esa educación, pero los valores ya le habían quedado marcados” expresa su hermano Gert.[15]

- Johannes «Joop» Jan Willemsen (31 de marzo de 1937 - 17 de marzo de 1982), camarógrafo. Apasionado por el cine y la navegación, dejo la educación superior por uno de sus sueños, que era volverse marinero, logro  hacer su sueño realidad y empezó a viajar, pasaba semanas fuera de su casa. También le apasionaba la filmación y de hecho en sus viaje como marinero el empezaba hacer algunas grabaciones con una videocámara que tenia de 16 milímetros y fue así que se intereso más por la producción audio visual y se llego a inscribir a una academia de cine en Ámsterdam, una frase que el decía era: "La peracética hace al maestro" [15]
- Hans Lodewijk ter Laag (1957 - 17 de marzo de 1982), técnico de sonido. Tuvo una vida muy difícil, ya que vivió la separación de sus padres. A los 19 años vivía en albergues, usaba drogas; su condición mental era muy mala, trabaja en centro de voluntariados, llego a tener un equilibrio en su vida y fue ahí donde comenzó a estudiar fotografía y se empezaba a preocupar por su vida.[15]

Los periodistas fueron detenidos por la Policía de Hacienda el 11 de marzo por tener contacto con guerrilleros del FMLN. Fueron interrogados durante unas cuatro o cinco horas y posteriormente liberados. Koster luego hizo comentarios sobre su arresto y dijo: «Fue solo otra forma en que los militares nos intimidaron para que descontinuáramos nuestros informes sobre El Salvador».
Unos días después, la Brigada Anticomunista Maximiliano Hernández Martínez, un escuadrón de la muerte de extrema derecha que lleva el nombre del expresidente Maximiliano Hernández Martínez, publicó una lista de 35 periodistas a los que pretendían matar por ser «cómplices soviético-cubanos-sandinistas»  [sic], pero ninguno de los periodistas holandeses estaba en la lista. Ello convenció a Koster de continuar con los informes de su equipo, a pesar de las aprehensiones del resto. El equipo planeaba dirigirse a Chalatenango, un área que en su mayoría estaba en manos de la guerrilla, el miércoles 17 de marzo para filmar los combates en el área.

## Masacre
Los periodistas salieron del hotel rumbo a Chalatenango a las 14:00 (hora local) del 17 de marzo. Recogieron a un comandante del FMLN, el «comandante Óscar», y a un niño soldado, «Rubén», quien fue su guía en el viaje a San Salvador. Alrededor de las 16:00 horas. El equipo se detuvo en un puente llamado coloquialmente «el Puente Dorado», que marcaba la frontera entre el gobierno y el territorio guerrillero, y se filmaron con los soldados que custodiaban el puente.
Cuando los tripulantes pasaron por el cuartel El Paraíso, notaron que un Jeep comenzó a seguirlos pero finalmente se alejó. Alrededor de las 17:00 horas, los periodistas y su guía se desviaron de la vía principal y subieron por una vía llamada calle Santa Rita que conecta El Paraíso con el cantón Piedras Gordas, Santa Rita y San Rafael, donde se encontraron con otros 3 guerrilleros –«Martín», «Carlos» y «Tello»–, tras lo cual su chofer, Armin Friedrich Wertz, regresó a San Salvador ya que planeaban quedarse con la guerrilla por varios días. Los 9 hombres caminaron hacia la selva, pero a las 17:20 horas fueron emboscados por el ejército y 8 de ellos murieron. «Martín» fue el único sobreviviente. Según Thomas Buergenthal, miembro de la Comisión de la Verdad para El Salvador, «los militares los esperaron y básicamente los ejecutaron». Su conductor fue notificado de la masacre a las 7:00 horas del día siguiente. Los cuerpos de los periodistas fueron devueltos a San Salvador. 

## Reacciones

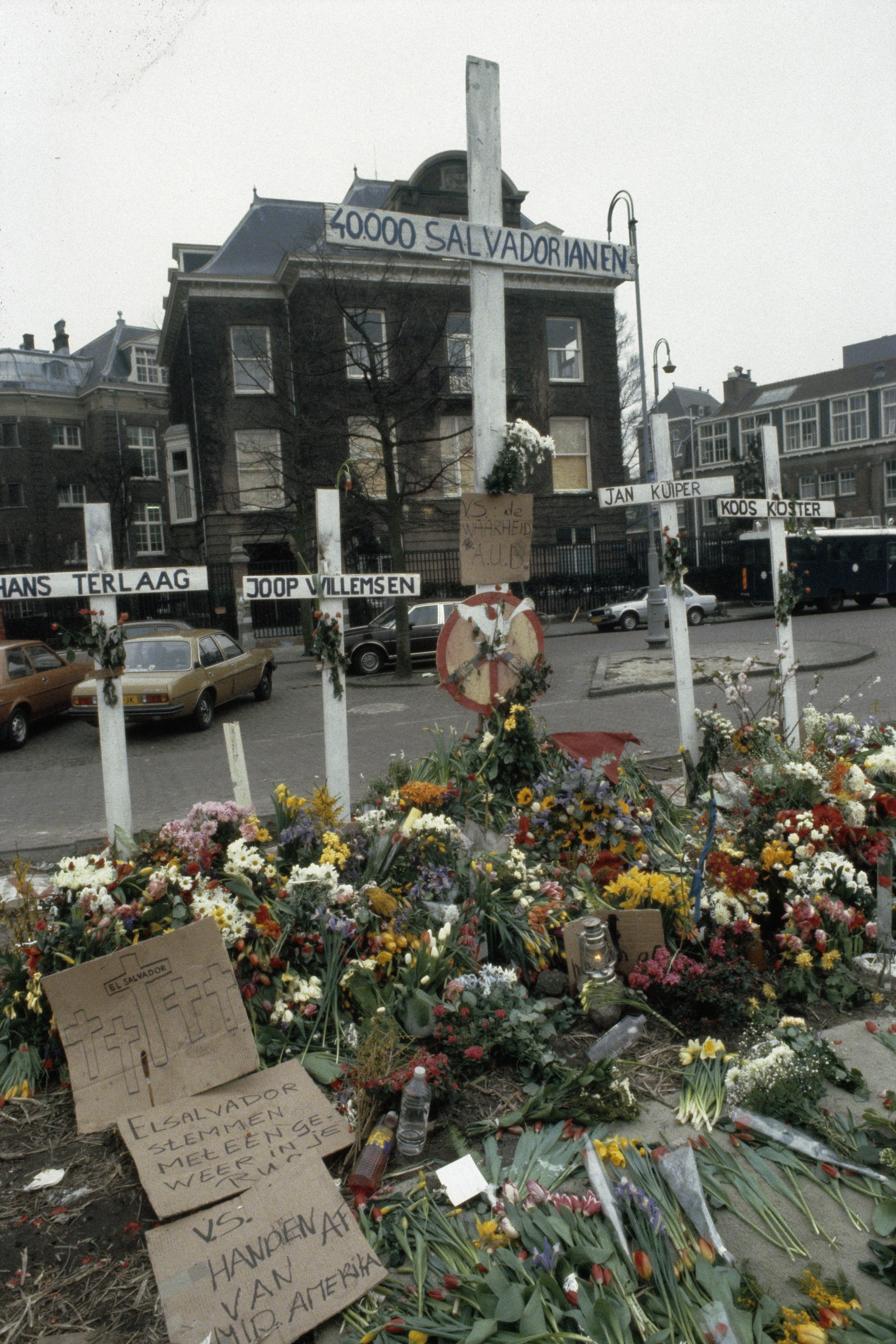
Al día siguiente de la masacre, se instaló un memorial para los 4 periodistas y las 40 000 víctimas de la guerra civil en Museumplein, Ámsterdam.

La noticia de la masacre se transmitió en los Países Bajos el 18 de marzo, lo que provocó manifestaciones que pedían la destitución de la junta. El 16 de abril se creó en Ámsterdam un memorial para los periodistas y las 40 000 víctimas de la guerra civil. El Ejército salvadoreño afirmó que no hubo una emboscada ni una masacre, sino que los periodistas quedaron atrapados en un fuego cruzado entre el ejército y la guerrilla. José Napoleón Duarte, presidente de la junta, visitó el lugar y afirmó el 25 de marzo que «no fue un acto premeditado, en mi opinión, fue un accidente».[cita requerida]

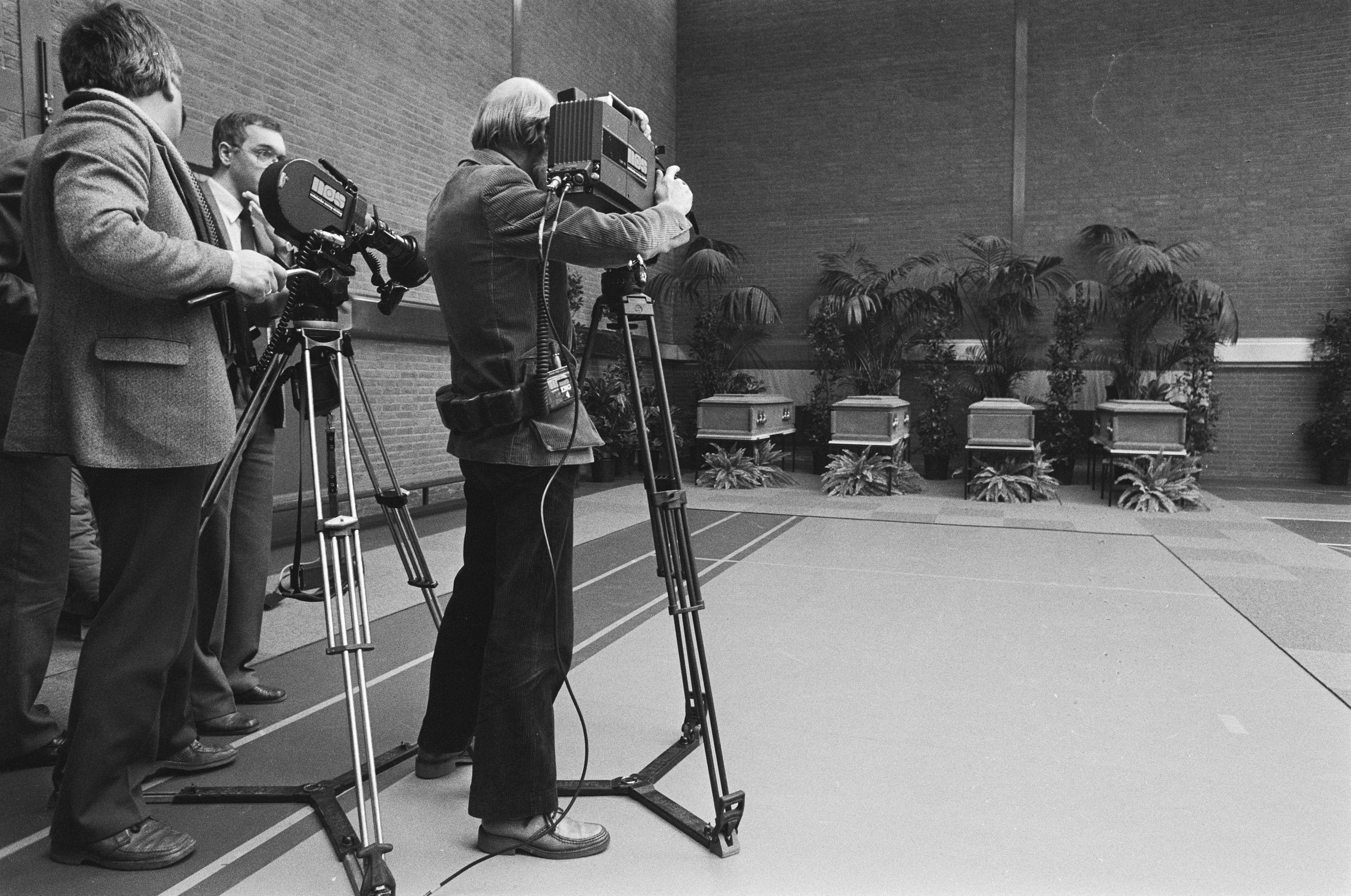
Cuatro ataúdes que contienen los restos de los cuatro empleados de IKON-tv en Schiphol que fueron asesinados en El Salvador. Los cuatro ataúdes de Schiphol

Los neerlandeses llevaron a cabo una investigación sobre el incidente y llegaron a la conclusión de que, de hecho, se trataba de una masacre. También descubrieron que soldados estadounidenses estaban presentes en la base el día de la masacre. Las Naciones Unidas realizaron su propia investigación en 1993 e identificaron al coronel Mario Adalberto Reyes Mena como el hombre que ordenó la emboscada. La Comisión de la Verdad afirmó que el ataque violó el derecho internacional de los derechos humanos y el derecho internacional humanitario. Sin embargo, debido a la Ley de Amnistía aprobada en 1993, Reyes Mena nunca fue arrestado ni acusado de la masacre. Bruce Hazelwood, un entrenador militar estadounidense presente en el cuartel ese día, confirmó que el ejército sabía del encuentro entre los periodistas y los guerrilleros y que planearon una emboscada. Confirmó que Reyes Mena ordenó el ataque. 
El programa de televisión holandés Zembla de BNNVARA rastreó a Reyes Mena utilizando documentos estadounidenses desclasificados. Reyes Mena se radicó en los Estados Unidos en 1984, y desde entonces vive en Virginia. Periodistas de Zembla hablaron con él en su casa el 24 de septiembre de 2018, donde se defendió afirmando que tanto Duarte como Estados Unidos realizaron investigaciones y no encontraron evidencia de que él ordenara la masacre. Acusó a los periodistas de no decir la verdad y de ser parte de una conspiración comunista.

### Investigación judicial
En 2016, la Ley de Amnistía de 1993 fue derogada después de que la Corte Suprema la declarara inconstitucional. Desde entonces, la Fundación Comunicándonos y la Asociación Salvadoreña para los Derechos Humanos (ASDEHU) han estado presionando para que se haga justicia a los periodistas holandeses. El 13 de marzo de 2018, ambas organizaciones presentaron una acusación penal ante el Juzgado de Primera Instancia de  Dulce Nombre de María contra Reyes Mena y veinticinco exsoldados, acusándolos de organizar y ejecutar la masacre.
El 14 de octubre de 2022, un tribunal de Dulce Nombre de María dictó órdenes de captura contra cinco exmilitares por su responsabilidad en la masacre: el coronel Mario Adalberto Reyes Mena, excomandante de la 4.a Brigada de Infantería; el coronel Francisco Antonio Morán, exdirector de la Policía de Hacienda; el general José Guillermo García, exministro de la Defensa Nacional; Rafael Flores Lima, exjefe del Estado Mayor Conjunto de la Fuerza Armada (fallecido); y Mario Canizález Espinoza, sargento del Batallón Atonal (fallecido). El 3 de junio de 2025 los tres fueron condenados a 15 años de prisión por el crimen y como fueron 4 los asesinados ellos recibieron 15 años por cada asesinato, por lo que al final recibieron una condena total de 60 años de cárcel.

### Monumento

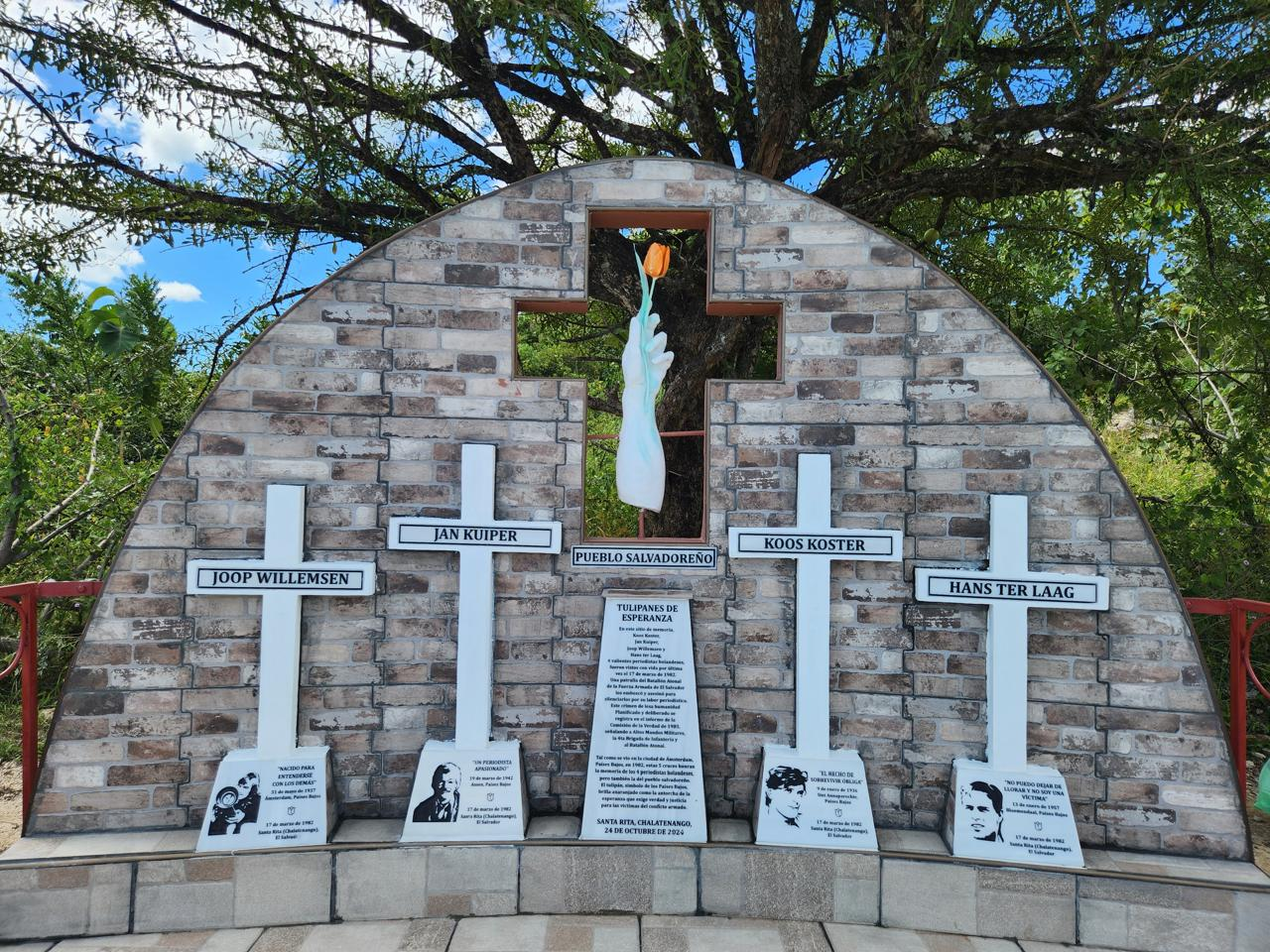
Sitio de Memoria Tulipanes de Esperanza

El 24 de octubre de 2024 fue inaugurado, en el lugar de la masacre, un sitio de memoria denominado "Tulipanes de Esperanza", una construcción en homenaje a los 4 periodistas asesinados. El monumento fue diseñado por el artista salvadoreño Orlando Reyes, quien retomó la idea de las cruces erigidas en Ámsterdam cuando se supo la noticia de la masacre en 1982. La mano con el tulipán representa el pueblo salvadoreño. 